# Carel Bleichrodt
Carel J.G. Bleichrodt (Batavia (Nederlands-Indië), 24 augustus 1940) is een Nederlands jurist. 

## Loopbaan
Bleichrodt studeerde rechtsgeleerdheid aan de Rijksuniversiteit Leiden van 1959 tot 1964. Na verschillende functies bij het Openbaar Ministerie werd hij in 1988 benoemd tot raadsheer in de Hoge Raad der Nederlanden. Op 29 november 1999 volgde zijn benoeming tot vicepresident bij de strafkamer van de Hoge Raad. Sinds 1 januari 2006 is hij waarnemend advocaat-generaal bij de Hoge Raad.